# CSD Villa Española
CSD Villa Española is een Uruguayaanse voetbalclub uit Montevideo. De club werd opgericht op 18 augustus 1940. De thuiswedstrijden worden in het Estadio Obdulio Varela gespeeld, dat plaats biedt aan 6.000 toeschouwers. De clubkleuren zijn rood-geel.

## Bekende spelers
- Tabaré Silva

Albion · 
Atenas · 
Central Español · 
Cerrito · 
Juventud ·
Racing ·
Rampla Juniors ·
Rocha ·
Sud América · 
Tacuarembó · 
Villa Española · 
Villa Teresa